# Pennyroyal Tea
«Pennyroyal Tea» — пісня американського гурту Nirvana.

## Написання
«Pennyroyal Tea» була написана Кобейном в 1990 році в його квартирі в Олімпії(штат Вашингтон), яку він ділив з ударником Nirvana Дейвом Гролом.

"Ми з Дейвом знічев'я писали все підряд на звичайний багатотрековий магнітофон, я придумав цю пісню за пів хвилини. Потім я сів і за пів години написав до неї слова, і ми записали її "- Курт Кобейн.

Хоча група не раз грала пісню на концертах в 1991 і 1992 роках, запис відбувся лише в лютому 1993 року в студії «Pachyderm» у Каннон-Фолс, штат Міннесота, з продюсером Стівом Альбіні. Ремікс Скотта Литта з'явився на цензурованій версії альбому для продажу в торгових мережах Wal-Mart і Kmart; цей ремікс так само був поміщений у збірку хітів групи Nirvana, випущеній в 2002 році, і був випущений як сингл.

## Сенс
Згадана у назві м'ята болотна (у перекладі назва пісні звучить як «М'ятний чай», а точніше — «Чай з болотяної м'яти») — лікарський засіб, що володіє, зокрема, абортивними властивостями. У Щоденниках Кобейна, посмертно опублікованих в 2002 році, він описує «Pennyroyal Tea» просто:

"Трав'яний засіб, що викликає аборт … не діє на хіпі. " — Курт Кобейн

В даній композиції болотна м'ята виступає як символ очищення:

«Я намагаюся вигнати з себе всіх своїх злих духів за допомогою м'ятного чаю». Деякі рядки пісні, можливо, натякають на стан здоров'я Кобейна (відчував болі в шлунку невідомого походження і, крім того, вживав героїн): «Сиджу і п'ю м'ятний чай, очищаючи життя, що всередині мене … Я так втомився, що не можу заснути … Я — безкровний принц … підсів на молочко, проносне, і антацид вишневого смаку» — Курт Кобейн

## Композиції
1. «Pennyroyal Tea» (Remix)
2. «I Hate Myself and Want to Die»
3. «Where Did You Sleep Last Night» (MTV Unplugged Version) (Lead Belly)